# Gudbrandsdalen
Gudbrandsdalen je údolí v norském kraji Innlandet. Protéká jím řeka Gudbrandsdalslågen. Táhne se v délce zhruba 230 km od jezera Mjøsa na severozápad k jezeru Lesjaskogsvatnet. K tradičnímu distriktu Gudbransdalen se počítají také postranní údolí Gausdal, Ottadal a Heidal, s nimiž má rozlohu 15 340 km² a zhruba 70 000 obyvatel. Největším městem je Lillehammer, k významným sídlům patří rovněž Otta, Øyer, Vinstra a Dovre. Na západní hranici údolí se nachází pohoří Jotunheimen s nejvyšší skandinávskou horou Galdhøpiggen. Gudbrandsdalen bývá v Norsku nazýván „králem všech údolí“.
Zdejší reliéf byl vytvořen v pleistocénu, kdy sever Evropy pokrývalo weichselské zalednění. Oblast leží ve srážkovém stínu okolních hor a obec Skjåk v horní části údolí je nejsušším místem Norska. Převažují zde jehličnaté lesy, v říčních nivách se provozuje zemědělství. Údolím prochází evropská silnice E6 a železniční trať Dovrebanen. 
Název údolí je odvozen od vikingského náčelníka Gudbranda (jeho jméno znamená doslova „boží meč“). Oblast je zmíněna již ve středověkém spisu Heimskringla. Odehrál se zde proslulý běh „březonohých“, kteří přešli na lyžích hory, aby zachránili před nepřáteli budoucího krále Hákona Hákonarsona. V roce 1612 došlo k bitvě u Kringenu, která byla významnou součástí kalmarské války. Roku 1789 postihla údolí velká povodeň Storofsen, která zabila přes šedesát lidí, zničila mnoho statků a vedla k rozsáhlému vystěhovalectví. V dubnu 1940 porazili Norové německé invazní jednotky v bitvě u Dombåsu.
V regionu často pobýval Henrik Ibsen a zasadil sem děj hry Peer Gynt. Odehrává se zde také román Sigrid Undsetové Kristina Vavřincova a David Monrad Johansen věnoval tomuto kraji suitu Frå Gudbrandsdalen. Region se vyznačuje svérázným nářečím a kroji. K turistickým atrakcím patří zábavní park Hunderfossen a muzeum lidové architektury Maihaugen, vesnice Ringebu je proslulá díky dřevěnému kostelu stavkirke a Hundorp díky mohylám z doby železné. Gudbransdalen má dobré podmínky pro provozování zimních sportů, Lillehammer hostil Zimní olympijské hry 1994 a Zimní olympijské hry mládeže 2016. Místní specialitou je sýr brunost. Pochází odtud koňské plemeno dølehest. 